# Haberfeld Stadium
El Haberfeld Stadium (en hebreo: אצטדיון הברפלד‎, Itztadion Haberfeld), También conocido como Superland Stadium, es un estadio multiusos utilizado principalmente para partidos de fútbol ubicado en la ciudad de Rishon LeZion en Israel y actualmente es la sede del Hapoel Rishon LeZion.

## Historia
El estadio fue inaugurado en 1993 con el nombre de Estadio Municipal Rishon LeZion como y reemplazó del Tin Field, el anterior estadio del Hapoel Rishon LeZion FC. En 2003 le cambiaron el nombre por el actual en homenaje póstumo a Haim Haberfeld, presidente de la Asociación de Fútbol de Israel. El estadio también fue llamado Estadio Superland debido a su proximidad al cercano parque de diversiones The Superland.
En la temporada 2009/2010 el equipo Hapoel Marmorak FC acogió sus partidos como local en este estadio ya que su campo no cumplía con los estándares de la liga nacional.

## Eventos internacionales
El estadio fue sede de tres partidos del Campeonato Europeo Femenino Sub-19 de la UEFA 2015 del que Israel fue el país organizador.